# Omocestus motuoensis
Omocestus motuoensis är en insektsart som beskrevs av Yin, X.-c. 1984. Omocestus motuoensis ingår i släktet Omocestus och familjen gräshoppor. Inga underarter finns listade i Catalogue of Life.